# Торчвуд (3. сезона)
Tрећа сезона британске научнофантастичне телевизијске серије Торчвуд, са поднсаловом Деца Земље, премијерно је емитована на каналу BBC One од 6. до 10. јула 2009. године и броји 5 епизода. Сезона је имала новог продуцента Питера Бенета, а режирао ју је Јурос Лин, који је имао значајно искуство у оживљеној матичној серији Торчвуда, Доктору Хуу. Заплет ове сезоне бави се ванземаљцима који захтевају 10% деце Земље и повезаном ранијом завером од пре 40 година. Због тога, Торчвуд долази у сукоб са британском владом, која покушава да сакрије своје прошлe поступке и прихвати захтеве ванземаљаца у садашњости. Прву, трећу и пету епизоду сезоне написао је извршни продуцент Расел Т. Дејвис, који је такође осмислио њену целокупну причу. Њему је у писању сценарија за трећу епизоду помогао Џејмс Моран, док је другу и четврту написао новајлија Џон Феј.
Торчвуд је приказиван на премијерном каналу мреже, BBC One, сваке ноћи током једне недеље у јулу 2009. године. Упркос преласку на BBC One, сезона је смањена са стандардних тринаест епизода на само пет, што је, како је сматрао главни глумац Џон Бароуман, било скоро као „казна” од стране BBC-ја. Продукција ове мини-сезоне је почела у августу 2008, а Бароуман се вратио заједно са глумцима Ив Мајлс, Гаретом Дејвидом-Лојдом и Кајем Овеном. Сезона такође придодаје неке нове глумце, међу којима је био и Питер Капалди. Дејвис је морао да значајно преправи делове сезоне да би се прилагодио недоступности глумаца Фриме Еџимен и Ноела Кларка, чије је присуство у сезони било намештено у последњој епизоди четвртог серијала Доктора Хуа.
Када је сезона надмашила очекивања, постигавши добру гледаност (на врхунцу са 6,76 милиона гледалаца), Дејвис је изјавио да га је изненађени контролор BBC-ја позвао да му честита. Средином лета, вечерњи термини се обично сматрају „мртвим терминима” за телевизијске серије. Сезона је такође наишла на признање критичара, посебно у поређењу са претходне две сезоне серије, као и на награду БАФТА Велса, награду Сатурн и награду Келтског медијског фестивала, у категоријама за најбољи серијал. Успех сезоне довео је до четврте сезоне, познате под насловом Дан чуда, која је наручена у сарадњи са америчком премијум кабловском мрежом Starz.

## Радња
Године 1965. у Шкотској, ванземаљска врста позната под називом „456” понудила је британској влади лек за сој грипа који би могао да усмрти 25 милиона људи, у замену за 12 деце. Једно од те деце, Клемент Макдоналд, улази у пубертет и више не производи хемикалију коју 456 користи рекреативно. Клемент успева да побегне и проводи више од 40 година у менталној установи.
Током два дана у садашњости, сва деца на свету, заједно са Клементом, паралисана су и говоре исте поруке у глас, најављујући повратак расе 456 трећег дана. Да би прикрио Џекову умешаност у догађаје из 1965. године, државни службеник Џон Фробишер наређује тиму за тајне операције да га убије. У ту сврху, агенткиња Џонсон поставља бомбу у Џеков стомак, која експлодира унутар штаба Торчвуда у Кардифу, уништавајући га, иако Џек преживљава захваљујући својој бесмртности.
Трећег дана, амбасадор расе 456 стиже у Лондон, заузимајући посебно изграђену комору испуњену специфичном мешавином гасова. Фробишер и његови људи, међу којима је и његова личне помоћница Лоис Хабиба, која носи посебна контактна сочива која јој је дао Торчвуд да сними све оно што види, одржавају поверљиве састанке са 456 како би разумели зашто су се вратили. Ванземаљци 456 говоре преко уређаја за превођење и захтевају да им се преда 10% деце света, иначе ће уништити целокупну људску врсту. Владе света пристају на овај захтев, а Лоис снима сагласност британске владе.
Торчвуд прети да ће натерати Гвениног мужа Риса да обелодани владину сагласност јавности. Џек и Јанто јуре у владу, супротстављају се 456 и упозоравају их да ће човечанство узвратити. Као одговор, 456 ослобађа смртоносни вирус. Влада се аутоматски закључава, а Јанто гине заједно са многим другима. У исто време, 456 убија Клемента звучним сигналом.
Влада одлучује да за 456 искористи децу из неуспешних школа са дна ранг-листе. Како би јавност уверили у изговор о програму вакцинације против ефекта парализе, премијер Брајан Грин наређује Фробишеру да своју децу преда 456. Фробишер пристаје, враћа се кући и убија своје две ћерке да би их поштедео ове судбине. Затим убија своју жену и себе. Када неки родитељи задрже своју децу код куће, војска покушава да обезбеди преосталу децу.
Џек користи исти аудио-сигнал који је коришћен за убиство Клемента против 456, али је приморан да искористи рођеног унука Стивена Картера као предајник, демонстрирајући свој утилитарни морални став, као што је раније приказано у епизоди „Мали светови”.
456 се грчи у агонији, распрскавајући се у млазу крви, пре него што напусти Земљу. Стивен умире. У очају, Стивенова мајка Алиса одбија да призна Џека као свог оца, док Џек одлучује да се и сам дистанцира од ње, заувек уништавајући њихов однос.
Грин предлаже да заташкају трагедију и за њу окриве Сједињене Америчке Државе, али Бриџит Спирс, Лоисина надређена, открива да је снимала овај разговор преко контактних сочива и прети да ће га објавити, чиме окончава Гринову политичку каријеру.
После шест месеци путовања Земљом, Џек, осећајући кривицу, одлучује да оде у свемир да започне нови живот, опраштајући се од трудне Гвен и Риса. Пошто је Џек отишао, штаб уништен, већина тима мртва, а Гвен трудна, чини се да је Торчвуд трајно угашен.

## Улоге

### Главне
- Џон Бароуман као Џек Харкнес
- Ив Мајлс као Гвен Купер
- Гарет Дејвид-Лојд као Јанто Џоунс (епизоде 1−4)
- Кај Овен као Рис Вилијамс

### Епизодне
- Питер Капалди као Џон Фробишер
- Куш Џамбо као Лоис Хабиба
- Луси Коху као Алис Картер
- Кејти Викс као Рианон Дејвис
- Родри Луис као Џони Дејвис
- Ијан Гелдер као господин Декер
- Сузан Браун као Бриџит Спирс
- Николас Фарел као Брајан Грин
- Лиз Меј Брајс као агенткиња Џонсон
- Пол Копли као Клемент Макдоналд
- Рик Макарим као Рупеш Патанџали
- Дебора Финдлеј као Дениз Рајли

## Епизоде
| Бр. еп. (укупно) | Бр. еп. (у серији) | Наслов        | Редитељ   | Сценариста                    | Премијера     | Прод. код | Гледаност у Британији (милиони) |
| --- | ------------------ | ------------- | --------- | ----------------------------- | ------------- | --------- | ------------------------------- |
| 27 | 1                  | „Дан први”    | Јурос Лин | Расел Т. Дејвис               | 6. јул 2009.  | 3.1       | 6,47                            |
| Двадесет четири године након што је аутобус пун ђака мистериозно нестао у Шкотској, деца широм света улазе у стање тренутног транса, након чега почињу да истовремено говоре: „Они долазе!” Клемент, старији психијатријски пацијент који је институционализован након што је као дете нађен како лута, придружује се том хору, изјављујући: „Пронашли су ме”. Официр МИ5, Декер, каже владином министру Џону Фробишеру да су „они” 456, о којима га је раније упозоравао. Фробишер обавештава премијера, чија је главна брига прикривање мистерије из прошлости. Гвен Купер посећује Клемента, дете које је годинама раније побегло од ванземаљаца у Шкотској. Клемент је видовит и осећа да је Гвен трудна пре него што она сама то сазна и верује да су његови пријатељи били отети од стране ванземаљаца који сада намеравају да се врате на Земљу. Након што посети своју ћерку Алис, Џек Харкнес упада у замку коју му је наместио наизглед љубазни млади доктор, Рупеш. Рупеш је упуцан, а Џек успева да побегне, али му је у тело уграђена бомба. Клемент осећа да владине агенције долазе по њега и одлучује да побегне. |                    |               |           |                               |               |           |                                 |
| 28 | 2                  | „Дан други”   | Јурос Лин | Џон Феј                       | 7. јул 2009.  | 3.2       | 6,14                            |
| Бомба експлодира, уништавајући штаб Торчвуда. Гвен успева да побегне и одлази у бекство са својим супругом Рисом, док их јури војна јединица под командом сурове агенткиње Џонсон. Декер предаје Фробишеру шифроване писане планове за мистериозну конструкцију за коју ванземаљци – 456 – захтевају да се изгради, иако ни премијер не знају њену сврху. Лоис Хабиба, Фробишерова нова привремена секретарица, случајно наилази на тајне информације о Торчвуду на свом рачунару и постаје знатижељна, али јој Фробишер говори да је Џек био терориста који је изазвао експлозију. Гвен и Рис се скривају у камиону који је на путу за Лондон, где Гвен открива Рису да је трудна. Она жели да добије објашњење од Фробишера, несвесна да он планира да је убије. Јанто Џоунс одвојено бежи и тражи помоћ од своје сестре, са којом се састаје у парку где деца истовремено почињу да говоре: „Ми долазимо. Сутра”. Клемент, који је на улици, такође почиње да изговара исту поруку. Лоис, сада сумњичава према свом шефу, прима позив од Гвен и Риса, тајно се састаје са њима и упозорава их да су у опасности. Они се инфилтрирају на „сахрану” и спасавају Џека, чије је тело регенерисано, а затим их спашава Јанто. Фробишер и Декер, након што су извршили наређења, чекају долазак ванземаљаца. |                    |               |           |                               |               |           |                                 |
| 29 | 3                  | „Дан трећи”   | Јурос Лин | Расел Т. Дејвис и Џејмс Моран | 8. јул 2009.  | 3.3       | 6,40                            |
| Тим се скрива у бившој установи Торчвуда, крадући да би преживели. Гвен се састаје са Лоис, дајући јој лаптоп и специјална контактна сочива како би јој извештавала. Гвен такође успева да ослободи Клемента, који је био ухапшен због нарушавања мира, и доводи га на сигурно са тимом. Агенткиња Џонсон лоцира и хвата Алис и њеног сина, након што је Алис покушала да позове Џека. Убрзо након тога, деца широм света истовремено изјављују да смо „Ми” стигли, а стуб ватре се претвара у зелену слуз док ванземаљски вођа комуницира са Фробишером, што тим Торчвуда, захваљујући Лоис, посматра. Све је повезано са догађајима из 1965. године, како ванземаљски глас говори Фробишеру, а Џек такође долази до истог открића. Ванземаљци захтевају десет процената деце са Земље да оду са њима, док Клемент сећа Џека као оног који је дозволио отмицу деце у Шкотској, што Џек не може да порекне. |                    |               |           |                               |               |           |                                 |
| 30 | 4                  | „Дан четврти” | Јурос Лин | Џон Феј                       | 9. јул 2009.  | 3.4       | 6,76                            |
| Џек је приморан да призна како је помогао да се склопи договор 1965. године, када су ванземаљци 456 понудили антидот против смртоносног вируса глобалног грипа у замену за дванаесторо деце која ће „живети вечно”. Клемент и тим гледају преко Лоисиног лаптопа како ванземаљци говоре Фробишеру да ће „избрисати људску врсту” ако њихов захтев не буде испуњен, а камера открива наводне зомбије, жртве из Шкотске, за које ванземаљци тврде да су „неповређени”. Фробишер одбија Џекову понуду за помоћ у замену за ослобађање Алис и њеног сина. Он присуствује састанку Кабинета који одлучује да ће деца чланова Кабинета бити поштеђена, а да ће деца из нижих друштвених класа бити жртвована. Лоис ову одлуку снима и шаље на сигурно са Рисом, дајући Јанту и Џеку могућност да преговарају са ванземаљцима. Међутим, њихов одговор је да ослободе вирус који убија десетине људи, укључујући Клемента и Јанта. Влада се осећа примораном да капитулира. |                    |               |           |                               |               |           |                                 |
| 31 | 5                  | „Дан пети”    | Јурос Лин | Расел Т. Дејвис               | 10. јул 2009. | 3.5       | 6,58                            |
| Немајући сада другог избора осим да попусте пред њиховим захтевима, британске власти почињу да сакупљају децу под изговором за вакцинацију. Почиње да расте паника, јер родитељи почињу да се питају шта се дешава са њиховом децом. Џек је ослобођен, као и његова ћерка и унук, и он покушава да нађе начин да се супротстави 456. Гвен и Рис се враћају кући да обавесте Јантову сестру о томе шта се догодило, али стижу и налазе кућу пуну деце, коју покушавају да спасу од долазећих војника. Како Фробишер више није доступан, пуковник Одуја постаје посредник, а 456 откривају разлог зашто су им потребна деца. Џек користи аудио-сигнал да уништи 456, али са њима и свог унука, ког је употребио као предајник. Џек, осећајући кривицу, одлучује да оде у свемир да започне нови живот, опраштајући се од Гвен и Риса. |                    |               |           |                               |               |           |                                 |

## Продукција

### Локације
Снимање сезоне почело је у Кардифу у августу 2008. године, а недељу дана снимање се одвијало у Лондону. Додатна снимања су одржана у области Мејнди у Њупорту за сцену у пабу и на сету BBC-јеве серије Жртва у Бристолу, који је послужио као локације измишљене болница Свете Јелене у Кардифу. Сет за 13. спрат био је највећи икада направљен у студију Upper Boat Studios. Међутим, многе сцене смештене у ходницима исте зграде (Темз Хауса у Лондону) снимљене су у ходницима Гилдхола у Свонсију.

### Кастинг
Џон Бароуман, Ив Мајлс, Гарет Дејвид-Лојд, Кај Овен и Том Прајс понављају своје улоге и у овој сезони. Дејвид-Лојд је први закључио да ће Јанто бити убијен када му је агент рекао да је потребан само за четири од пет епизода.
Питер Капалди и Ник Бригс су још пре Деце Земље имали улоге у Доктору Хуу. Капалди, који глуми сталног секретара Министарства унутрашњих послова Џона Фробишера, раније је играо Лоба Цецилија у епизоди Доктора Хуа „Ватре Помпеје”, а потом се вратио 2013. да би играо Дванаестог Доктора. Бригс, гласовни глумац који даје гласове за неколико створења у оживљеној серији Доктора Хуа, међу којима су били и Далеци, појављује се као Рик Јејтс, члан Кабинета Брајана Грина. Такође је раније играо многе улоге у низу лиценцираних аудио-драма издавачке куће Big Finish. Пошто су њихове приче у епизоди „Крај путовања” биле постављене тако да омогуће њихов повратак, бивши глумци из серије Доктор Ху, Фрима Еџимен и Ноел Кларк, требало је да понове своје улоге као Марта Џоунс и Мики Смит. Међутим, они нису били у могућности да глуме у овој сезони због „других обавеза”. Дејвис је објаснио да је Еџименова играла у серији Ред и закон: УК пре него што је сезона Деца Земље званично наручена. Пошто јој је Ред и закон нудио тринаест епизода годишње, она је одабрала ту улогу уместо Торчвуда, чија сезона је скраћена на пет епизода. Као одговор на ово, Дејвис је увео лик Лоис Хабибе, коју је играла Куш Џамбо, да буде „нека врста Марте”, са додатком невиности и осећаја да је надјачана ситуацијом. Еџименова није искључила могућност да се касније врати у серију, а и Дејвис је такође изразио занимање за њен повратак тој улози. Џек и Гвен су објаснили Мартино одсуство говорећи да је она на меденом месецу, а епизода Доктора Хуа „Крај времена” открива да се она удала за Микија, а не за свог претходног вереника Томаса Милигана (Том Елис).
Деца Земље укључују проширену глумачку екипу испуњену новим глумцима. Нови ликови који су уведени у овој сезони били су Клемент Макдоналд (Пол Копли), висока званичница Министарства унутрашњих послова Бриџит Спирс (Сузан Браун), премијер Брајан Грин (Николас Фарел) и немилосрдна оперативка агенткиња Џонсон (Лиз Меј Брис). Кејти Викс и Родри Луис играју Рианон и Џонија Дејвиса, Јантову сестру и зета. Луси Коху игра Алис, ћерку капетана Џека Харкнеса. Глас ванземаљцима 456 дао је гласовни глумац Сајмон Поланд.

### Трејлер
Трејлер сезоне Деца Земље приказан је у Националном филмском театру 12. јуна 2009. године.

## Емитовање
Сезона Деца Земље је први пут емитована на каналу BBC One током пет вечери од 6. до 10. јула 2009. године. Ово је био први пренос Торчвуда на овом каналу, будући да је прва сезона дебитовала на BBC Three 2006, а друга пребачена на BBC Two 2008. године.
На међународном нивоу, сезона је емитована у Аустралији од 7. јула 2009. на UKTV Australia, а приказивана је од 20. јула 2009. на Space-у у Канади и каналу BBC America у Сједињеним Америчким Државама (датум емитовања је одређен да се поклопи са лансирањем канала BBC America HD).

### Музика
је саундтрек албум са музиком који је објављен 7. јула 2009. и садржао је успутну музику коју је компоновао Бен Фостер и која се користила у трећој сезони Торчвуда, која је емитована у јулу 2009. године. За разлику од албума Torchwood: Original Television Soundtrack, овај албум је објављен истовремено за преузимање са званичним издањем сезоне 7. јула 2009. године.

### Кућна издања
DVD издање за Регион 2 објављено је 13. јула 2009. године, а затим и DVD и Blu-ray издање за Регион 1 петнаест дана касније. Ограничено издање Best Buy-а укључивало је CD са аудио драмом Изгуљене душе. Музика за пету епизоду се разликовала од изворне верзије која је коришћена током премијерног емитовања серије. DVD издање за Регион 4 постало је доступно 1. октобра 2009. године.

## Пријем

### Рецензије
Серијал је наишао на похвале критике. Metacritic, америчка интернет страница за прикупљање рецензија, дала је Деци Земље нормализовану оцену од 80 од 100 (на основу узорка од 12 рецензија), што указује на „генерално повољне критике”, при чему је највиша оцена 91 од часописа Time, а најнижа а 60 од The New York Times-а.
Данијел Мартин је водио свакодневну рецензију сезоне на интернет страници новина The Guardian, guardian.co.uk, која је кулминирала позитивном оценом мини-серијала у целини: „...каква невероватна седмица. Од својих грозних почетака са секс ванземаљцем против Кибержене, Торчвуд је постао право благо.” Он је спекулисао о тематском значају серије, указујући на идеју да „када људи у овом свету схвате свој потенцијал, они умиру”, и приметио: „Ако се исто догоди са овом серијом, то би било ужасно. Али, Боже, било би поетично.”
Бен Росон-Џоунс са веб-сајта Digital Spy дао је веома повољан преглед прве три епизоде сезоне. Посебно је похвалио Дејвисов сценарио због његовог „економичног” и „беспрекорног” поновног успостављања повратничког главног тројца за нове гледаоце, а да притом није отуђио постојеће обожаваоце. Испреплетаност прича за „веродостојне и привлачне” споредне ликове, као што су Рупеш, Клемент и Лоис, такође је добила похвале, као и изведбе Пола Коплија и Лиз Меј Брајс. Ипак, сматрао је да је друга епизода била слабија у поређењу са експлозивним почетком прве епизоде, на чему „нису успели да капитализују”. Сумирајући сезону, Росон-Џоунс је описао Децу Земље као „моћну људску драму која се не ослања на специјалне ефекте већ на невероватну глуму, режију и сценарио” и која је била „масовни успех”.
Писац за IGN, Ахсан Хак, дао је мини-серијалу оцену 9,5 од 10, такође јој је доделио награду по избору уредника. Веома је похвалио улогу Џона Бароумана, рекавши да је он „савесно поднео ове мучне тренутке, али је успео да нам пружи довољно да знамо колико га његови избори раздиру изнутра. Можда неће моћи да умре физички, али емоционално, оно што Џек мора да пропати и преживи је судбина много гора од смрти.” Такође, Хак је сматрао да додаци Рианон и Џонија „дају много утемељених хуманизирајућих тренутака који заиста помажу да прича остане утемељена на људском стању, а не да се претвори у безумни научно-фантастични акциони фестивал”. Међутим, Хак је указао на „помало кемпи атмосферу” и технолошки жаргон као недостатке. Рецензија је завршена речима: „Најбољи. Торчвуд. Икада. Заиста, озбиљно мислимо!”
Мајк Хејл из The New York Times-а изнео је помешана осећања у својој рецензији, напомињући да мини-серијал одаје почаст Селу уклетих, британском научно-фантастичном филму из 1960. године, и закључио речима: „Деца Земље и даље пружају добру забаву, ако не и баш добру, у потпуности.” Хејл је такође поменуо проблем одржавања интересовања због емитовања 5-часовног мини-серијала током 5 ноћи, став који је поновио рецензент новина Los Angeles Times, Роберт Лојд, који је сматрао да је овај формат довео до неизбежног пада темпа у средини.
Нису све критике биле позитивне. Џим Шели из новина Daily Mirror дао је негативну рецензију мини-серијалу, коментаришући да је „Торчвуд савремена верзија Блејкових 7: апсурдан заплет, претерана глума, адолесцентска склоност ка „проблемима”. Овонедељна радња је плагирана из научнофантастичног класика 1950-их, Мидвичких кукавица. Упркос термину емитовања, Торчвуд делује као лајт верзија Доктора Ху.” Наставио је истичући да је велики део проблема везан за главног глумца Џона Бароумана: „За разлику од Доктора Дејвида Тенанта, Бароуман је због бескрајних појављивања у емисијама попут Tonight's the Night, The Kids Are All Right и Any Dream Will Do толико пренаглашен да је 'Капетан Џек' интригантан и 'ванземаљски' колико и паковање Витабикса, само дупло иритантнији. За разлику од Тенанта, као глумац једноставно није довољно добар.”

### Реаговање обожавалаца
Смрт Јанта Џоунса у сезони Деца Земље изазвала је протесте обожавалаца серије, па и кампању „Спасите Јанта Џоунса” која је прикупила више од 10.000 фунти за добротворну организацију Деца у невољи. Други обожаваоци су прибегли злостављању и претњама, због чега је сценариста Џејмс Моран испалио љутити поруку у посту на свом блогу. Главни сценариста Расел Т. Дејвис није се извинио због одлуке да убије лик, рекавши: „Само сам одушевљен што су обожаваоци толико заокупљени ликом да тако реагују.” Сценариста Џон Феј, у остварењу Дејвисовог виђења, приметио је да је Јантова смрт била начин за гледаоца да види цену Џекове бесмртности и да види како они до којих му је стало умиру око њега. Јантова смрт је довела до тога да су неки обожаваоци оптужили креаторе серије да се придржавају хомофобних наративних конвенција. AfterElton, једна од интернет-страница која је критиковала ову одлуку, касније је објавила супротстављено мишљење, које је анализирало смрт са становишта претходне одлуке лика да не призна своју везу, те је тврдило да, уместо да буде израз хомофобије, смрт представља знак да ЛГБТ+ заједница оставља за собом слику жртве.

### Награде
Сезона је 2010. године освојила награду БАФТА Велса за најбољу драмску серију, награду Сатурн за најбољу телевизијску презентацију и награду Келтског медијског фестивала 2010. за најбољу драмску серију. Сезона је такође била номинована за Медијску награду ГЛААД од стране Геј и лезбијског савеза против клевета у категорији за изванредан ТВ серијал или мини-серију, као и за награду Удружења телевизијских критичара за изузетно достигнуће у филмовима, мини-серијама и специјалима. Главна глумица Ив Мајлс освојила је награду за најбољу глумицу у анкети читалаца часописа  и крунисана је за најбољу глумицу на 11. годишњим Airlock Alpha Portal наградама. Мајлсова је такође била номинована за награду БАФТА Велса за најбољу глумицу 2010. године, док је Џон Бароуман ушао у ужи избор за TV Choice награду, где му је конкурент био Мет Смит, који је тумачио улогу Једанаестог Доктора.